# Distrito de Frýdek-Místek
El Distrito de Frýdek-Místek (en checo: Okres Frýdek-Místek) es un distrito de la Región de Moravia-Silesia, en la República Checa. Su capital es Frýdek-Místek

## Localidades (población año 2018)
- Baška 3822
- Bílá 300
- Bocanovice 447
- Brušperk 3992
- Bruzovice 889
- Bukovec 1388
- Bystřice 5281
- Čeladná 2798
- Dobrá 3136
- Dobratice 1239
- Dolní Domaslavice 1347
- Dolní Lomná 906
- Dolní Tošanovice 346
- Fryčovice 2433
- Frýdek-Místek 56 334
- Frýdlant nad Ostravicí 9940
- Hnojník 1456
- Horní Domaslavice 820
- Horní Lomná 378
- Horní Tošanovice 600
- Hrádek 1863
- Hrčava 262
- Hukvaldy 2048
- Jablunkov 5571
- Janovice 1873
- Kaňovice 317
- Komorní Lhotka 1340
- Košařiska 381
- Kozlovice 3035
- Krásná 673
- Krmelín 2340
- Kunčice pod Ondřejníkem 2347
- Lhotka 531
- Lučina 1380
- Malenovice 738
- Metylovice 1741
- Milíkov 1347
- Morávka 1184
- Mosty u Jablunkova 3785
- Návsí 3886
- Nižní Lhoty 275
- Nošovice 1040
- Nýdek 2074
- Ostravice 2410
- Palkovice 3310
- Paskov 3934
- Pazderna 291
- Písečná 1005
- Písek 1848
- Pražmo 906
- Pržno 1051
- Pstruží 988
- Raškovice 1852
- Řeka 534
- Řepiště 1833
- Ropice 1621
- Sedliště 1609
- Smilovice 789
- Soběšovice 878
- Staré Hamry 541
- Staré Město 1492
- Staříč 2169
- Střítež 1022
- Sviadnov 1929
- Třanovice 1040
- Třinec 35 302
- Vělopolí 287
- Vendryně 4473
- Vojkovice 674
- Vyšní Lhoty 858
- Žabeň 833
- Žermanice 324